# Suzy Amakane
Suzy Amakane (スージー甘金 ?, Sūjī Amakane; Mitaka, 20 marzo 1956) è un illustratore e fumettista giapponese.

## Biografia[1]
Legge manga sin da bambino, in particolare Astro Boy di Osamu Tezuka e le stravaganti strisce comiche di Fujio Akatsuka. La vista di una mostra su David Hockney, all'età di vent'anni, lo mette sulla strada della pittura. Dal 1978 al 1982 frequenta, a Tokyo, l'Università di belle arti Tama (多摩美術大学?, Tama bijutsu daigaku), una delle più prestigiose università giapponesi d'arte, tra studenti di così grande talento da far naufragare la fiducia nelle sue capacità. Ma a metà della sua carriera universitaria scopre il movimento Heta-uma, le cui istanze appaiono coincidere con le sue tendenze stilistiche, venendo fortemente influenzato dall’opera di Teruhiko Yumura . I suoi primi dipinti sono una parodia, realizzati con abilità e precisione impressionante, di stili e temi dei suoi amati maestri David Hockney, Jasper Johns, Roy Lichtenstein e René Magritte, dipinti, comunque, contaminati e debitori della vivace cultura manga assimilata fin da bambino e dall’incontro con la contemporanea cultura heta-uma .Grazie alla sua formazione come pittore, ha sviluppato uno stile fortemente personale, divenendo negli anni ’80, in Giappone, pioniere del cosiddetto manga nuri (塗り?), fumetto dipinto, bilanciando e fondendo il mondo della pittura, dell'arte commerciale, dell'illustrazione, del manga.Le sue opere abbondano, così, di sincretismi, contrasti giocosi e allusioni alla cultura pop. 